# Galenia crystallina
Galenia crystallina là một loài thực vật có hoa trong họ Phiên hạnh. Loài này được (Eckl. & Zeyh.) Fenzl ex Sond. mô tả khoa học đầu tiên năm 1862.